# إذخر ملتوي
إذخر ملتوي (الاسم العلمي:Cymbopogon tortilis) هو نوع من النباتات يتبع جنس الإذخر من الفصيلة النجيلية.